# Attila (opera)
Attila er en opera i tre akter af Giuseppe Verdi. Librettoen, der bygger på skuespillet Attila, König der Hunnen af Zacharias Werner, er skrevet af Temistocle Solera. Uropførelsen fandt sted på Teatro La Fenice i Venedig den 17. marts 1846. Den heroiske arie, "E gettata la mia sorte" er et typisk eksempel på Verdis stil.